# Grand Power SRO
Grand Power SRO je slovaško podjetje, ustanovljeno leta 2002 v mestu Banska Bistrica na slovaškem severu.
Podjetje se ukvarja z razvojem in proizvodnjo osebnega kratkocevnega orožja. Njihov glavni proizvod je polavtomatska pištola Grand Power K-100.